# Алкман
Алкман (грец. Ἀλκμάν) — перший відомий за збереженими фрагментами давньогрецький дорійський ліричний поет, який писав пісні для хору (середина VII ст. до н. е.).
У Спарті, де особливо шанувалися Аполлон і богиня-діва Артеміда, дівочі хори були особливо поширені. Для них, крім текстів, Алкман створював мелодії і розробляв танцювальні рухи.
Тексти Алкмана відрізняються невимушеністю, відсутністю характерної для Спарти суворості.
Найчастіше Алкман використовував гекзаметр та тетраметр; характерна для Алкмана дворядкова система із дактилічного гекзаметра і дактилічного тетраметра отримали назву Алкманової строфи.

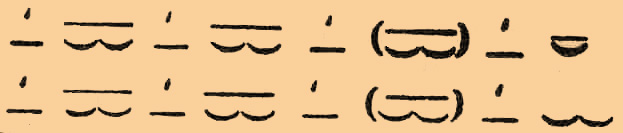
Алкманова строфа

## Біографія
Алкман народився в Малій Азії. Імовірно, що Алкман походив від батьків-рабів родом із Сард у Лідії; згадується також ім'я його батька, Дамас або Титар.
Про походження Алкмана суперечки велися вже в давнину. Антипатр Фессалонійскій писав, що «у поетів безліч матерів» і що Європа і Азія обидві претендували бути батьківщиною Алкмана.
Це твердження є ймовірним, оскільки:
1. У текстах Алкмана простежується великий вплив лідійської традиції і культури;
2. Алкман сам зауважує, що перейняв свою поетичну майстерність у «кудкудаканні куріпки» (κακκᾰβίζων), яка зустрічається в Малій Азії і в Греції невідома;
3. Зберігся уривок, де стверджується, що Алкман «не був ні селюком-простаком, ні фессалійцем, ні пастухом-ерізіхійцем», але родом «з Сард високих» ;
4. Арістотель повідомляє, що Алкман приїхав до Спарти, будучи рабом в сім'ї Агесідів, якими згодом був звільнений за свою поетичну майстерність.

Імовірна дата народження Алкмана — 27-а Олімпіада, тобто між 668 і 664 рр. до н. е., коли царем Лідії був Ардіс, батько Садіатта. Відомо, що Алкман жив і працював у Спарті в період після Другої Мессинської війни, де був керівником хорів, для яких складав мелодії, слова і розробляв танцювальні рухи під пісню.
Події на війні вплинули на зміну життєвих цінностей поета.
Алкман навіки уславив своє ім'я одним-єдиним рядком «Сплять усі верховини гірські й стрімчасті скелі…» І навіть якби він нічого, крім цього рядка, не написав, то все одно став би відомим ліриком.
Алкман зробив величезний внесок у розвиток лірики, а саме хорової, в чому став новатором. Після Алкмана хорова лірика не мала великих імен. Десь наприкінці VI ст. до н. е. вона стала складовою театрального мистецтва, де пісня хору спочатку межувала власне з текстами драми, монологами та діалогами акторів.
Аристотель повідомляє, що помер Алкман від педикульозу (хоча міг сплутати Алкмана з філософом Алкмеоном Кротонськім). У свою чергу Павсаній повідомляє, що могила Алкмана перебувала в Спарті поруч з могилою Єлени Троянської.

## Творчість
Алкман відомий своїми парфеніями — піснями для жіночого хору, причому один такий парфеній у досить значних уривках (сім строф по 14 віршів) дійшов до нас. Проте у ньому не вистачає кілька строф.
Парфеній відрізнявся від гіпохерми відсутністю експресивної міміки і швидкого танцю і був ближчим до урочисто-процесуального просодію. Дівочі хори були широко поширені в Спарті, де особливо шанувалися Аполлон і Артеміда. Від просодію парфеній відрізнявся набагато більшою граціозністю.
У парфенії Алкмана, що до нас дійшов, спочатку оспівуються Діоскури, потім — сини Гіпокоонта, убиті Гераклом, і прославляються самі учасниці хору. Прославляння простих людей у гімні є досить важливим нововведенням, що свідчить про величезний прогрес світської поезії, що виникла з надр релігійних піснеспівів.
Алкман писав також гімни Зевсу Піфійському, Касторові і Полідевку, Гері, Аполлону, Артеміді, Афродіті, а також любовні вірші.
Теми лірики Алкмана різноманітні. Він звертається до Муз із проханням «зачати чарівну пісню» і «запалити підкорюючою пристрастю» гімн, указуючи, що свою мелодію і слова він запозичив «у куріпок»: «Знаю всі наспіви я пташині…» Він застерігає своє серце берегтися Ерота, що «скажений дуріє, як хлопчик», і «милістю Кіприди сходить знову, зігріваючи серце». Йому належить перша у своєму роді картина тиші вечора, оспівана потім Ґете і Лермонтовим.
Алкман один з перших почав поєднувати міфологічні мотиви з елементами реального життя. Він також написав кілька еротичних віршів, у яких, зокрема, оспівувалася жіноча врода — останні важко оцінити внаслідок незначності фрагментів, що збереглися.
Він створював прекрасні сміливі метафори, називаючи, наприклад, морську піну «квіткою хвилі», а гори, що поросли лісом, — «грудьми темної ночі». Надзвичайно відомий фрагмент, у новий час названий «ноктюрном», який у влучних і в той же час чарівних віршах описує глибокий спокій природи, коли на світ опустилася ніч. Завдяки багатству метрики, Алкман став зразком для пізніших поетів, що писали хорову лірику.
У Спарті, де протягом кількох століть він був глибоко шанованим, йому поставили пам'ятник. Його читали олександрійські вчені і поети, відвівши йому почесне місце серед 9 канонічних ліриків. У новий час широко відомий був тільки «ноктюрн» Алкмана, що серед інших переклав Гете.
Алкман писав переважно
- піани (гімни богам),

- проомії (вступи до епічних декламацій),

- парфенії (пісні для хорів дівчат),

- гіпофегмати (танцювальні пісні),

- еротики (любовні пісні),

- епіталамії (весільні пісні),

- сколії (застільні пісні).

Корпус текстів Алкмана, зібраний олександрійськими філологами, становив 6 книг (майже 60 творів). Щонайменше дві з них містили парфенії, які принесли поетові найбільше визнання. Усі ці тексти були загублені з початком Середньовіччя; до 1855 Алкман був відомий тільки за цитуванням грецькими авторами.
1855 року в похованні у другій піраміді в Саккарі був знайдений перший папірус, з оригінальним текстом. На папірусі (який зберігається в Луврі) збереглося майже 100 рядків парфенія — різновиду хорової меліки, «дівочої пісні», призначеної для виконання хором дівчат. У 1960-их роках в Оксирінсі у розкопках скупчень древнього сміття були знайдені нові папіруси зі справжніми текстами Алкмана; майже всі вони є також уривками парфенія.
Від більшості віршів збереглися лише короткі уривки, проте сучасний читач може судити про його творчість за великим (майже 100 рядків) папірусним уривком, що містить парфеній (пісню для дівочого хору). Пісня написана на вшанування Артеміди Ортії. Текст пісні складається з кількох окремих частин, зв'язаних між собою поетичними формулами, що позначають кінець одного і початок другого сюжету. Цими сюжетами були: прославляння древніх героїв Спарти, міркування про могутність богів і тлінність людського життя, і як наслідок моральні приписи, далі йдуть вихваляння окремих учасниць хору.
Цей і менші фрагменти демонструють відсутність суворості, характерної для Спарти, невимушені і рухливі навіть розміри, якими користувався поет.
У давнину високо цінували любовні вірші Алкмана, фрагменти яких дійшли до нашого часу, крім того, йому належить кілька застільних пісень. Імовірно, саме він створив нові поетичні форми, піднесши в ранг літератури імпровізовані пісні, що до того були насамперед музично-танцювальними композиціями. Однак найвагоміший внесок Алкман зробив у розвиток хорової поезії.
Пейзажна лірика має вікові традиції. Ще у глибоку давнину, у другій половині VII століття до н. е., у Спарті жив виходець з малоазійських греків поет Алкман.
До нас дійшло мало відомостей про цю людину. Та ми знаємо, що значна частина його творчості була присвячена створенню гімнів богам та епіталамів — пісень на
честь молодого подружжя. Але не менше натхнення викликала у поета прадавня природа, що зачаровувала його уяву своєю красою і непізнаними таємницями. Віршам Алкмана притаманна свіжість і безпосередність почуттів, що демонструють чистоту душі їх автора.

## Алкманова строфа
Найчастіше Алкман використовував гекзаметр та тетраметр; характерна для Алкмана дворядкова система із дактилічного гекзаметра і дактилічного тетраметра отримали назву Алкманової строфи.
Завдяки багатству метрики, Алкман став зразком для пізніших поетів, що писали хорову лірику. У Спарті йому встановили пам'ятник і глибоко шанували протягом століть. Поети і вчені олександрійської школи зарахували Алкмана до канону 9-ти ліриків. У новий час широко відомий був тільки «ноктюрн», який був перекладений Ґете. На честь нього встановлено пам'ятник.
До свого вірша «Нічна пісня мандрівника» (1780) Гете дав підзаголовок «За Алкманом», не приховуючи того, що його вірш навіяний творчістю давньогрецького
поета. Тематика обох віршів — нічний сон природи: обидва поети описують гірські вершини, тишу лісу (пущі — у Алкмана, бору — у Гете), спокій птахів. Але у вірші Алкмана людина виступає стороннім спостерігачем нічного пейзажу, вона не включена до загальної картини природи.
Загалом поет полюбляв усе красиве, тому надзвичайно глибоко відчував мальовничість природи. До нас дійшов вірш Алкмана, що зображає спокій поснулої природи:
Сплять усі верховини гірські й стрімчасті скелі,
Всі байраки, всі провалля,
Нори, де плазуни, що їх чорна земля зростила,
Робуче плем'я бджіл, хижий звір у пущі,
Страховищ у глибинах моря сон пройняв,
Крила поскладавши, в вітах поснуло птаство…
(Переклад Г. Кочура)
Ця чудова картина завмерлої уві сні природи повторюється у творах Вергілія, Овідія, Мільтона, особливо відома вона з наслідування Лермонтовим Гете («Горные вершины спят во мгле ночной»).
Мова Алкмана багата візуальними образами. Він створює прекрасні метафори, називаючи, наприклад, морську піну «квіткою хвилі», вкриті лісом гори — «грудьми темної ночі» і т. д.

## Значення і вплив
У Спарті, де протягом кількох століть Алкман був вельмишановною людиною, йому був встановлений пам'ятник. В елліністичній Олександрії його шанували і вивчали, включивши в канонічний список Дев'яти ліриків. Алкмана вважають одним із засновників поезії — він обробляв імпровізовані піснеспіви, що походять з давньої музично-танцювальної традиції. Цим він увійшов до числа тих, хто трансформував культуру музично-танцювальну в культуру власне поетичну. У гімнах Алкман прославляє простих людей поряд з богами і героями — характерне нововведення, яке свідчить про прогрес світської поезії, що виникла в надрах релігійної пісенної культури. Про деяких персонажів давньогрецької міфології відомо тільки з творів Алкмена, зокрема, про мати троянського царя Пріама — Зевксіппу.